# Гуру Грантх Сахиб
«Ади Грантх» или «Гуру Грантх Сахиб» (в.-пандж. ਗੁਰੂ ਗ੍ਰੰਥ ਸਾਹਿਬ, IAST: gurū granth sāhib) — основной священный текст сикхов, написанный в период сикхских гуру с 1469 по 1708 год. Представляет собой собрание религиозных гимнов сикхизма, описывающих качества Бога и говорящих о необходимости медитации на имена Бога. Основной корпус текстов (гимнов) был составлен пятым сикхским гуру Арджан Девом (1563 — 1606), который собрал вместе как гимны сикхских гуру до него, так и произведения других великих святых индуизма и ислама. Текст был дополнен в 1705 — 1708 годах.
Гобинд Сингх (1666  —  1708), десятый в линии сикхских гуру, объявил своим преемником сам текст «Ади Грантха». Тем самым, он положил конец линии человеческих гуру и вознёс текст «Ади Грантха» до статуса «Гуру Грантх Сахиба» С тех пор текст является священным писанием сикхов, которые почитают его как живое воплощение десяти гуру сикхизма..
Для сикхов это основной сборник молитв и руководств по молитвенной практике, он занимает центральное место в данной религиозной традиции .
Оригинальная копия данного текста всё еще существует сегодня и хранится в Картарпуре, городе, расположенном примерно в 15 км. к северо-западу от города Джаландхар, Панджаб, Индия, в храме Хармандир-Сахиб.